# 科洛梅伊采瓦群島

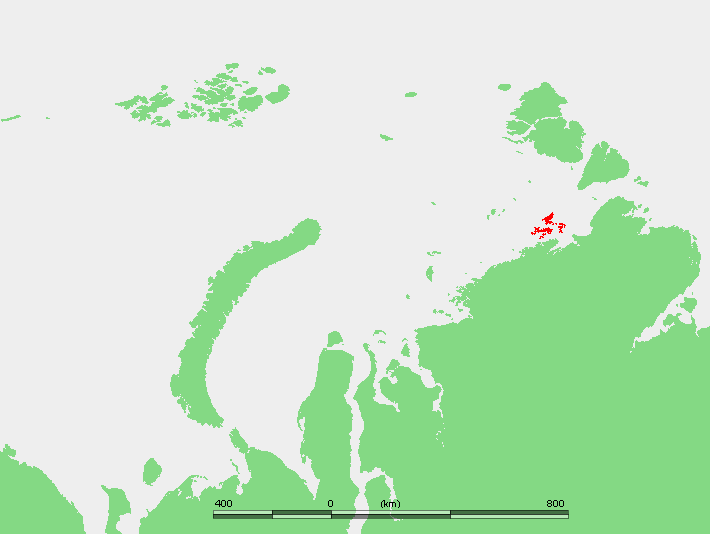

76°54′36″N 97°48′38″E / 76.91000°N 97.81056°E
科洛梅伊采瓦群島（俄语：острова́ Коломе́йцева）是俄羅斯的群島，位於西伯利亞對開的喀拉海，由2個島嶼組成，距離泰梅爾半島100公里，屬於北地群島的一部分，由克拉斯諾亞爾斯克邊疆區負責管轄，受北極氣候影響，島上無人居住，